# Falltorweg 7 (Buchschlag)

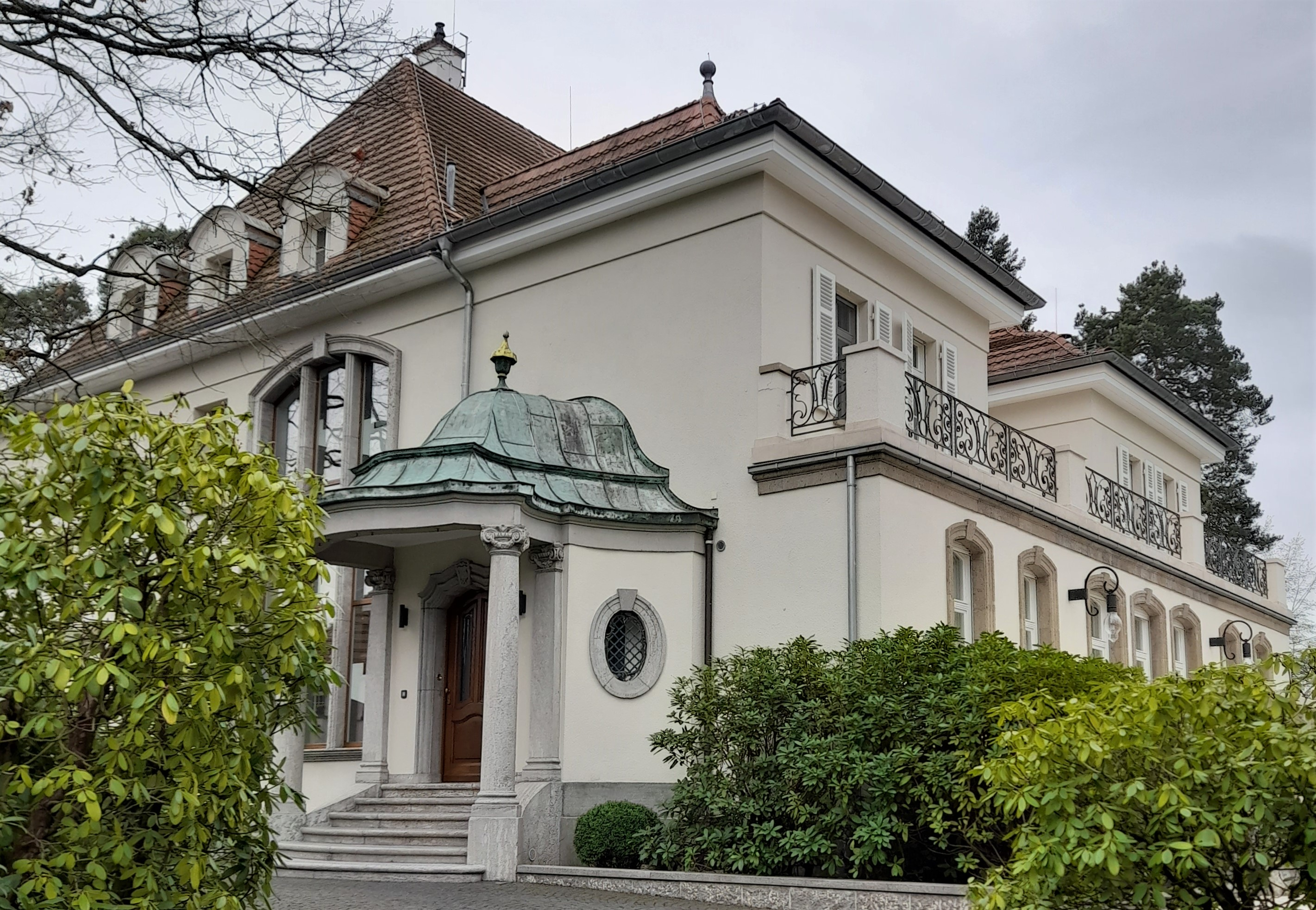
Gebäude Falltorweg 7 in Buchschlag

Das Gebäude Falltorweg 7 in Buchschlag, einem Stadtteil von Dreieich im südhessischen Landkreis Offenbach, wurde 1909/10 errichtet. Die Villa in der Villenkolonie Buchschlag ist ein geschütztes Kulturdenkmal.
Die schlossartige, mehrflügelige Anlage mit großer Terrasse wurde ursprünglich nach Plänen des Architekten Ludwig Bernoully (1873–1928) als einfacher Kubus mit Walmdach errichtet. Nach 1914 wurde die Villa durch Anbauten an der Nordseite in neubarocken Formen völlig verändert, die aus dem Rahmen der Architektur in der Villenkolonie Buchschlag fallen. 